# Selecció de futbol de Portugal
La selecció de futbol de Portugal (portuguès: Seleção Portuguesa de Futebol) representa Portugal en competicions internacionals de futbol masculí des de 1921. La selecció nacional està controlada per la Federació Portuguesa de Futbol (FPF), l'òrgan rector del futbol en Portugal. Els partits a casa de Portugal es juguen en diversos estadis del país, i el seu principal camp d'entrenament i seu tècnica, Cidade do Futebol, es troba a Oeiras. L'actual seleccionador de l'equip és Fernando Santos i el capità és Cristiano Ronaldo, que també ostenta els rècords de més partits i gols amb la selecció.

## Història
Les millors actuacions de la selecció nacional portuguesa cal situar-les al Mundial de 1966, que tot i ser la seva primera actuació mundialista, va arribar a disputar les semifinals, perdent només contra, els organitzadors i futur campions, Anglaterra. Destacà en aquell mundial l'actuació del portuguès d'origen moçambiqueny Eusebio. Portugal acabà tercera i Eusebio fou qualificat com el millor jugador de la competició. A part, ha participat en els mundials de 1986, 2002 i 2006.
Pel que fa als campionats d'Europa, la seva millor participació fou al campionat del 2004, on actuava com a local i arribà a la final, perdent amb Grècia. També tingué bones participacions en els campionats de 1984, on fou semifinalista i el 1996 on arribà a quarts de final.
A més Portugal ha guanyat dos campionats del món sub-20 el 1989 i el 1991.

## Participacions en la Copa del Món
Campions      Finalistes      Tercers      Quarts
Un requadre vermell indica que eren amfitrions del campionat.
| Historial a la Copa del Món | Historial a la Copa del Món       | Historial a la Copa del Món       | Historial a la Copa del Món       | Historial a la Copa del Món       | Historial a la Copa del Món       | Historial a la Copa del Món       | Historial a la Copa del Món       | Historial a la Copa del Món       |
| Edició                      | Ronda                             | Posició                           | PJ                                | PG                                | PE                                | PP                                | GF                                | GC                                |
| --------------------------- | --------------------------------- | --------------------------------- | --------------------------------- | --------------------------------- | --------------------------------- | --------------------------------- | --------------------------------- | --------------------------------- |
| 1930                        | No hi participà                   | No hi participà                   | No hi participà                   | No hi participà                   | No hi participà                   | No hi participà                   | No hi participà                   | No hi participà                   |
| 1934                        | No es classificà                  | No es classificà                  | No es classificà                  | No es classificà                  | No es classificà                  | No es classificà                  | No es classificà                  | No es classificà                  |
| 1938                        | No es classificà                  | No es classificà                  | No es classificà                  | No es classificà                  | No es classificà                  | No es classificà                  | No es classificà                  | No es classificà                  |
| 1950                        | No es classificà                  | No es classificà                  | No es classificà                  | No es classificà                  | No es classificà                  | No es classificà                  | No es classificà                  | No es classificà                  |
| 1954                        | No es classificà                  | No es classificà                  | No es classificà                  | No es classificà                  | No es classificà                  | No es classificà                  | No es classificà                  | No es classificà                  |
| 1958                        | No es classificà                  | No es classificà                  | No es classificà                  | No es classificà                  | No es classificà                  | No es classificà                  | No es classificà                  | No es classificà                  |
| 1962                        | No es classificà                  | No es classificà                  | No es classificà                  | No es classificà                  | No es classificà                  | No es classificà                  | No es classificà                  | No es classificà                  |
| 1966                        | Tercer Lloc                       | 3s                                | 6                                 | 5                                 | 0                                 | 1                                 | 17                                | 8                                 |
| 1970                        | No es classificà                  | No es classificà                  | No es classificà                  | No es classificà                  | No es classificà                  | No es classificà                  | No es classificà                  | No es classificà                  |
| 1974                        | No es classificà                  | No es classificà                  | No es classificà                  | No es classificà                  | No es classificà                  | No es classificà                  | No es classificà                  | No es classificà                  |
| 1978                        | No es classificà                  | No es classificà                  | No es classificà                  | No es classificà                  | No es classificà                  | No es classificà                  | No es classificà                  | No es classificà                  |
| 1982                        | No es classificà                  | No es classificà                  | No es classificà                  | No es classificà                  | No es classificà                  | No es classificà                  | No es classificà                  | No es classificà                  |
| 1986                        | Fase de Grup                      | 17s                               | 3                                 | 1                                 | 0                                 | 2                                 | 2                                 | 4                                 |
| 1990                        | No es classificà                  | No es classificà                  | No es classificà                  | No es classificà                  | No es classificà                  | No es classificà                  | No es classificà                  | No es classificà                  |
| 1994                        | No es classificà                  | No es classificà                  | No es classificà                  | No es classificà                  | No es classificà                  | No es classificà                  | No es classificà                  | No es classificà                  |
| 1998                        | No es classificà                  | No es classificà                  | No es classificà                  | No es classificà                  | No es classificà                  | No es classificà                  | No es classificà                  | No es classificà                  |
| 2002                        | Fase de Grup                      | 21s                               | 3                                 | 1                                 | 0                                 | 2                                 | 6                                 | 4                                 |
| 2006                        | Quart Lloc                        | 4s                                | 7                                 | 4                                 | 1                                 | 2                                 | 7                                 | 5                                 |
| 2010                        | Vuitens de final                  | 11s                               | 4                                 | 1                                 | 2                                 | 1                                 | 7                                 | 1                                 |
| 2014                        | Fase de Grup                      | 18s                               | 3                                 | 1                                 | 1                                 | 1                                 | 4                                 | 7                                 |
| 2018                        | Fase de Grup                      | 16s                               | 4                                 | 1                                 | 2                                 | 1                                 | 6                                 | 6                                 |
| 2022                        | Quarts de final                   | 8s                                | 5                                 | 3                                 | 0                                 | 2                                 | 12                                | 6                                 |
| 2026                        | Pendent                           | Pendent                           | Pendent                           | Pendent                           | Pendent                           | Pendent                           | Pendent                           | Pendent                           |
| 2030                        | Classificat com a co-organitzador | Classificat com a co-organitzador | Classificat com a co-organitzador | Classificat com a co-organitzador | Classificat com a co-organitzador | Classificat com a co-organitzador | Classificat com a co-organitzador | Classificat com a co-organitzador |
| 2034                        | Pendent                           | Pendent                           | Pendent                           | Pendent                           | Pendent                           | Pendent                           | Pendent                           | Pendent                           |
| Total                       | Tercer lloc                       | Tercer lloc                       | 31                                | 16                                | 4                                 | 11                                | 55                                | 35                                |

## Participacions en el Campionat d'Europa
| Any   | Fase             | Posició          | PJ               | PG               | PE               | PP               | GF               | GC               |
| ----- | ---------------- | ---------------- | ---------------- | ---------------- | ---------------- | ---------------- | ---------------- | ---------------- |
| 1960  | No es classificà | No es classificà | No es classificà | No es classificà | No es classificà | No es classificà | No es classificà | No es classificà |
| 1964  | No es classificà | No es classificà | No es classificà | No es classificà | No es classificà | No es classificà | No es classificà | No es classificà |
| 1968  | No es classificà | No es classificà | No es classificà | No es classificà | No es classificà | No es classificà | No es classificà | No es classificà |
| 1972  | No es classificà | No es classificà | No es classificà | No es classificà | No es classificà | No es classificà | No es classificà | No es classificà |
| 1976  | No es classificà | No es classificà | No es classificà | No es classificà | No es classificà | No es classificà | No es classificà | No es classificà |
| 1980  | No es classificà | No es classificà | No es classificà | No es classificà | No es classificà | No es classificà | No es classificà | No es classificà |
| 1984  | Semifinals       | 3r               | 4                | 1                | 2                | 1                | 4                | 4                |
| 1988  | No es classificà | No es classificà | No es classificà | No es classificà | No es classificà | No es classificà | No es classificà | No es classificà |
| 1992  | No es classificà | No es classificà | No es classificà | No es classificà | No es classificà | No es classificà | No es classificà | No es classificà |
| 1996  | Quarts de final  | 5è               | 4                | 2                | 1                | 1                | 5                | 2                |
| 2000  | Semifinals       | 3r               | 5                | 4                | 0                | 1                | 10               | 4                |
| 2004  | Finalista        | 2n               | 6                | 3                | 1                | 2                | 8                | 6                |
| 2008  | Quarts de final  | 7è               | 4                | 2                | 0                | 2                | 7                | 6                |
| 2012  | Semifinals       | 3r               | 5                | 3                | 1                | 1                | 6                | 4                |
| 2016  | Campions         | 1r               | 7                | 2                | 5                | 0                | 9                | 5                |
| 2020  | Vuitens de final | 13th             | 4                | 1                | 1                | 2                | 7                | 7                |
| Total | 1 títol          | -                | 38               | 18               | 10               | 10               | 55               | 38               |

## Participacions en les Nacions de la UEFA
| Any     | Fase               | Posició | PJ | PG | PE | PP | GF | GC |
| ------- | ------------------ | ------- | -- | -- | -- | -- | -- | -- |
| 2018-19 | Campions           | 1r      | 6  | 4  | 2  | 0  | 9  | 4  |
| 2020-21 | Grup de la Lliga A | 5è      | 6  | 4  | 1  | 1  | 12 | 4  |
| Total   | Campions           | -       | 12 | 8  | 3  | 1  | 21 | 8  |

## Equip
Els següents 26 jugadors van ser convocats per a la Copa del Món de la FIFA 2022.
| Dorsal | Posició | Jugador           | Data de naixement/edat | Partits | Gols | Club                    |
| ------ | ------- | ----------------- | ---------------------- | ------- | ---- | ----------------------- |
| 1      | POR     | Rui Patrício      | 15 de febrer de 1988   | 105     | 0    | Roma                    |
| 12     | POR     | José Sá           | 17 de gener de 1993    | 0       | 0    | Wolverhampton Wanderers |
| 22     | POR     | Diogo Costa       | 19 de setembre de 1999 | 11      | 0    | Porto                   |
| 2      | DEF     | Diogo Dalot       | 18 de març de 1999     | 9       | 2    | Manchester United       |
| 3      | DEF     | Pepe              | 26 de febrer de 1983   | 132     | 8    | Porto (2n capità)       |
| 4      | DEF     | Rúben Dias        | 14 de maig de 1997     | 43      | 2    | Manchester City         |
| 5      | DEF     | Raphaël Guerreiro | 22 de desembre de 1993 | 60      | 4    | Borussia Dortmund       |
| 13     | DEF     | Danilo Pereira    | 9 de setembre de 1991  | 64      | 2    | Paris Saint-Germain     |
| 19     | DEF     | Nuno Mendes       | 19 de juny de 2002     | 18      | 0    | Paris Saint-Germain     |
| 20     | DEF     | João Cancelo      | 27 de maig de 1994     | 40      | 7    | Manchester City         |
| 24     | DEF     | António Silva     | 30 d'octubre de 2003   | 2       | 0    | Benfica                 |
| 6      | MIG     | João Palhinha     | 9 de juliol de 1995    | 18      | 2    | Fulham                  |
| 8      | MIG     | Bruno Fernandes   | 8 de setembre de 1994  | 52      | 13   | Manchester United       |
| 10     | MIG     | Bernardo Silva    | 10 d'agost de 1994     | 77      | 8    | Manchester City         |
| 14     | MIG     | William Carvalho  | 7 d'abril de 1992      | 80      | 5    | Real Betis              |
| 16     | MIG     | Vitinha           | 13 de febrer de 2000   | 7       | 0    | Paris Saint-Germain     |
| 17     | MIG     | João Mário        | 19 de gener de 1993    | 55      | 3    | Benfica                 |
| 18     | MIG     | Rúben Neves       | 13 de març de 1997     | 36      | 0    | Wolverhampton Wanderers |
| 23     | MIG     | Matheus Nunes     | 27 d'agost de 1998     | 11      | 1    | Wolverhampton Wanderers |
| 25     | MIG     | Otávio            | 9 de febrer de 1995    | 10      | 2    | Porto                   |
| 7      | DAV     | Cristiano Ronaldo | 5 de febrer de 1985    | 195     | 118  | Agent lliure (capità)   |
| 9      | DAV     | André Silva       | 6 de novembre de 1995  | 53      | 19   | RB Leipzig              |
| 11     | DAV     | João Félix        | 10 de novembre de 1999 | 27      | 4    | Atlético Madrid         |
| 15     | DAV     | Rafael Leão       | 10 de juny de 1999     | 15      | 2    | AC Milan                |
| 21     | DAV     | Ricardo Horta     | 15 de setembre de 1994 | 8       | 2    | Braga                   |
| 26     | DAV     | Gonçalo Ramos     | 20 de juny de 2001     | 4       | 4    | Benfica                 |

### Convocats recentment
Els següents jugadors també han estat convocats a la selecció de Portugal durant els últims 12 mesos.
| Dorsal | Posició | Jugador         | Data de naixement/edat | Partits | Gols | Club                    |
| ------ | ------- | --------------- | ---------------------- | ------- | ---- | ----------------------- |
|        | POR     | Rui Silva       | 7 de febrer de 1994    | 1       | 0    | Betis                   |
|        | DEF     | Mário Rui       | 27 de maig de 1991     | 12      | 0    | Napoli                  |
|        | DEF     | Tiago Djaló     | 9 d'abril de 2000      | 0       | 0    | Lille                   |
|        | DEF     | Domingos Duarte | 10 de març de 1995     | 3       | 0    | Getafe                  |
|        | DEF     | David Carmo     | 19 de juliol de 1999   | 0       | 0    | Porto                   |
|        | DEF     | José Fonte      | 22 de desembre de 1983 | 50      | 1    | Lille                   |
|        | DEF     | Cédric Soares   | 31 d'agost de 1991     | 34      | 1    | Arsenal                 |
|        | DEF     | Gonçalo Inácio  | 25 d'agost de 2001     | 0       | 0    | Sporting CP             |
|        | MIG     | João Moutinho   | 8 de setembre de 1986  | 146     | 7    | Wolverhampton Wanderers |
|        | DAV     | Diogo Jota      | 4 de desembre de 1996  | 29      | 10   | Liverpool               |
|        | DAV     | Pedro Neto      | 9 de març de 2000      | 3       | 1    | Wolverhampton Wanderers |
|        | DAV     | Rafa Silva RET  | 17 de maig de 1993     | 25      | 0    | Benfica                 |
|        | DAV     | Gonçalo Guedes  | 29 de novembre de 1996 | 32      | 7    | Wolverhampton Wanderers |